# Оборонительная казарма

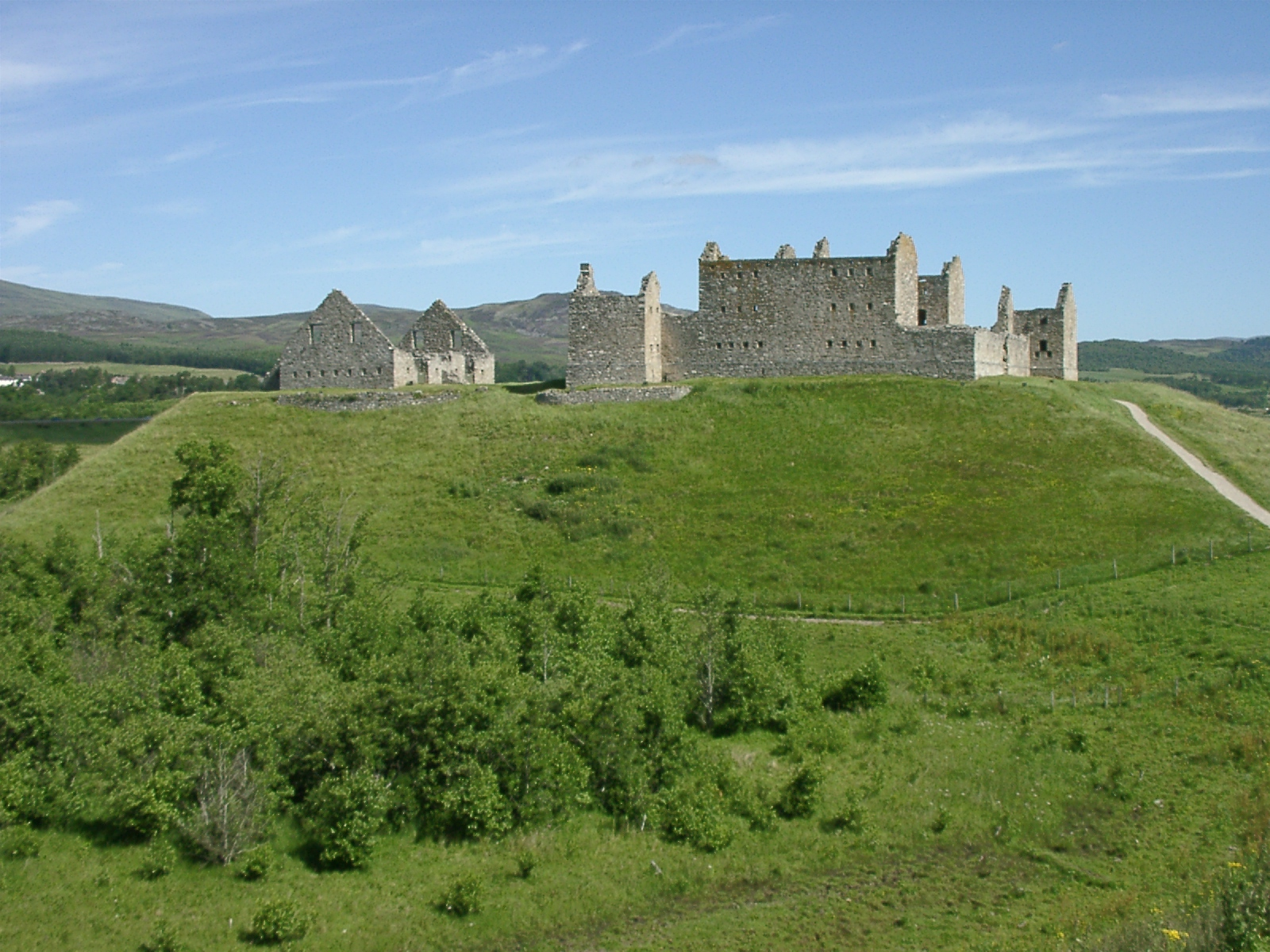
Оборонительные казармы Ратвена, возведённые в 1719 году в Шотландии.

Оборони́тельная каза́рма — совокупность казарменных помещений, приспособленных к долговременной обороне и защищённых от огня осадной артиллерии.
Оборонительные казармы представляли собой кирпичные постройки с толстыми стенами и сводами. В них устраивались казематы на одно — два орудия, стрелявшие через большие амбразуры.

## Исторические примеры
Оборонительные казармы строились на протяжении всего существования Российской императорской армии. Среди прочих, можно отметить такие шедевры фортификации, как оборонительные казармы:

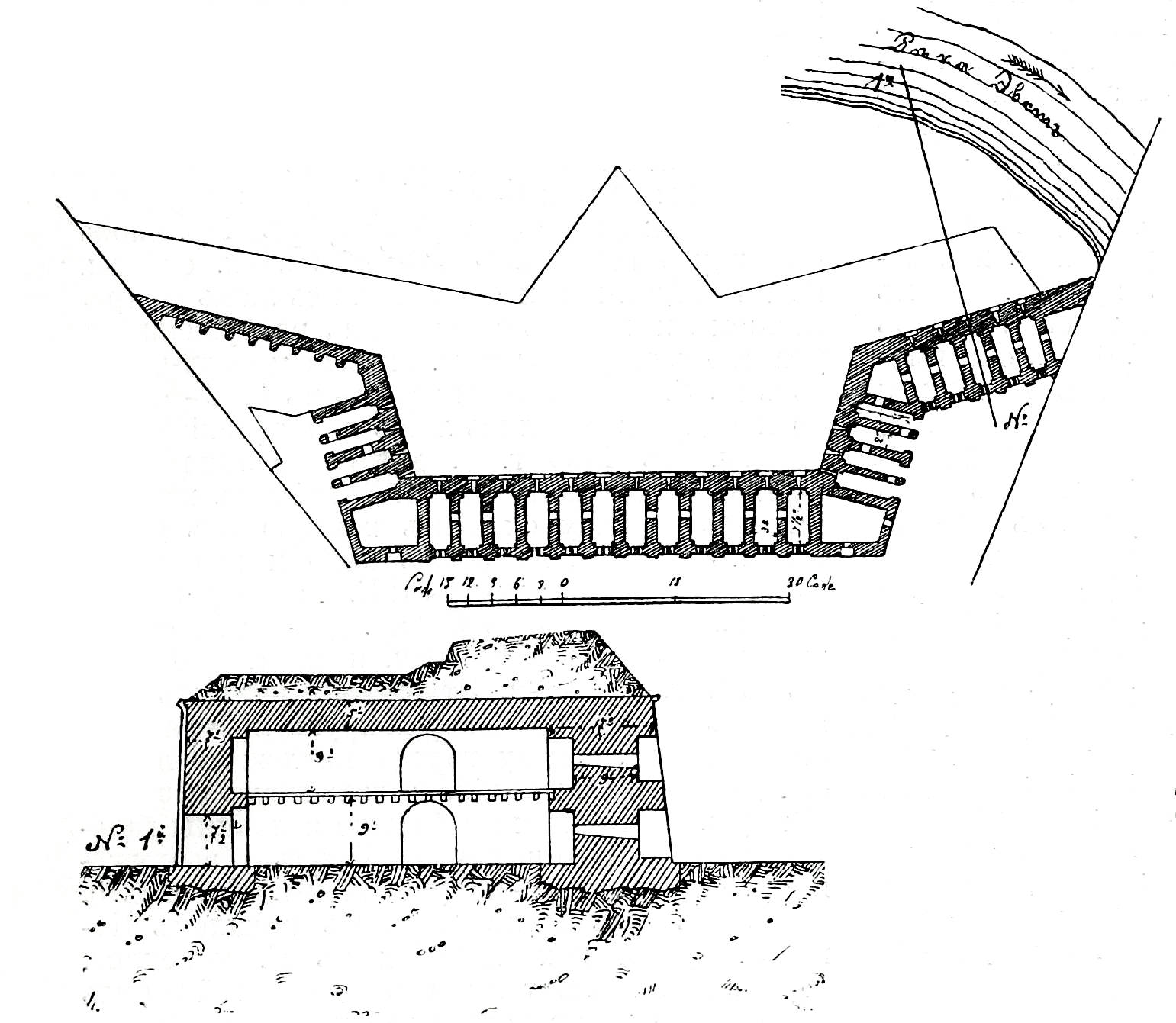
Схема оборонительной казармы
(рис. из статьи «Казармы оборонительные»
«Военная энциклопедия Сытина»)

- Брест-Литовской крепости, цитадель которой представляла собой сомкнутую двухэтажную оборонительную казарму, имевшую в плане вид продолговатого многоугольника периметром около 1,8 км с 4 полукруглыми выступами (башнями). Она заключала в себе 500 безопасных от бомб казематов, вмещавших 12 тысяч человек гарнизона, госпиталя и продовольственные запасы. Цитадель эта окаймляла остров, образуемый разветвлением р. Мухавца, что еще более увеличивало её оборонительную силу;
- Модлинской крепости, оборонительная казарма которой была высотой в 2—4 этажа, образуя общий ретраншамент; она была длиной до 2 км и могла вместить 17 000 человек. Внешние французские кронверки усилили равелинами и соединили капонирными фронтами с вынесенными за гласис равелинами; у всех эскарпов были расположены оборонительные стенки с казематами во фланках и исходящих углах, получивших название бонет-капониры и назначавшихся для обороны рвов ограды[2]; эта оборона основывалась также на огне из капониров, с переломов главного вала и с кавальеров, расположенных посередине капонирных фронтов;
- Гранковской цитадели, которая была образована двухэтажной оборонительной казармой люнетообразной формы, с двумя фланкирующими башнями, общим протяжением около 1,5 км. Горжа казармы, обращенная к реке Висле, была сомкнута оборонительной стенкой с капониром.

Строительство оборонительных казарм в рамках второго фортового кольца имело место и во время Первой мировой войны в 1912-1915 годах. Все они были схожи по планировке: в тыльной части располагалась казарма с несколькими казематами, а в передней находился выход, соединённый с казармой подземным ходом. Горжевая часть казармы оснащалась несколькими бойницами для обстрела местности.
Оборонительные казармы, сооружённые незадолго до начала Первой мировой войны, можно встретить неподалёку от Брестской крепости.

## Архитектурное значение
Русские крепости имперского периода всегда отличались законченностью форм. В этом отношении очень интересным примером может служить оборонительная казарма Новогеоргиевской крепости, построенная в 1831 году. Несмотря на огромную длину здания и небольшую высоту его, оно производит прекрасное впечатление и хорошо выражает военное его назначение. Строгая ритмичность фасада, разбивка на отдельные звенья большими окнами, выделение звеньев с воротами особой обработкой и удачное сочетание участков здания разной высоты с изменением рельефа свидетельствуют о мастерстве и вкусе строителей.